# Paradicsomi mulgapapagáj
A paradicsomi mulgapapagáj (Psephotellus pulcherrimus), korábban paradicsompapagáj, a madarak osztályának a papagájalakúak (Psittaciformes) rendjéhez, ezen belül a szakállaspapagáj-félék (Psittaculidae) családjához tartozó kihalt faj.

## Előfordulása
Az ausztrál kontinens területén élt.

## Életmódja
Fűmagvakkal táplálkozott.

## Szaporodása
Földbe ásott költőüregekbe rakta tojásait.

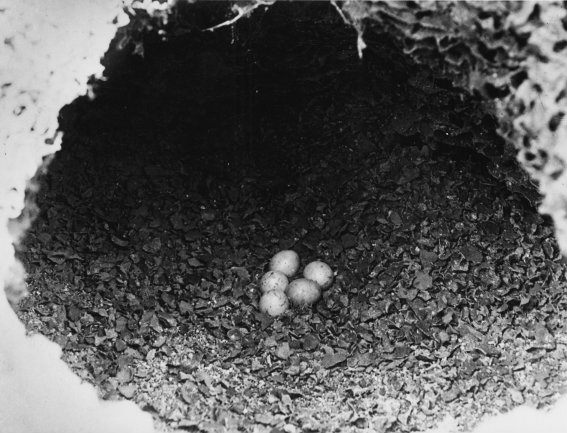
Fészek, 1922

## Kipusztulásának okai
A faj hanyatlása valószínűleg már az európaiak megjelenése előtt elkezdődött. Mivel fűmagvakkal táplálkoztak, a növényevő háziállatok betelepítése felgyorsított a kihalásukat, csak pár preparátum és csontváz maradt utánuk.